# Schizocosa tamae
Schizocosa tamae là một loài nhện trong họ Lycosidae.
Loài này thuộc chi Schizocosa. Schizocosa tamae được Willis J. Gertsch & Michael Davis miêu tả năm 1940.